# Partido demócrata cristiano
Partido Demócrata Cristiano (PDC) är ett peruanskt kristdemokratiskt parti, baserat på den katolska socialläran.

## Bildandet och historia
Partiet grundades den 17 januari 1956 av en grupp unga politiker, bland andra Ernesto Alayza Grundy, Luis Bedoya Reyes, Mario Polar Ugarteche, Héctor Cornejo Chávez, Javier de Belaúnde Ruiz de Somocurcio, Roberto Ramírez del Villar och Jaime Rey de Castro.
Det deltog i de allmänna valen 1962, då man hade kandidaten Héctor Cornejo Chávez, som fick 48 792 röster, motsvarande 4 %.
År 1963 (i allians med Acción Popular, AP) stödde man kandidaturen för Fernando Belaúnde Terry, och bildade en samregering till dess alliansen bröts 1967.
År 1968 gjorde general Juan Velasco Alvarado en statskupp och ersatte presidenten Fernando Belaúnde Terry, som var i allians med Luis Bedoya Reyes. PDC gav sitt kritiska stöd  till militärregimen tillsammans med andra reformvänliga rörelser.
ÅR 1979 utlyste general Francisco Morales Bermúdez allmänna val till 1978 års konstituerande församling i vilket PDC fick 83 075 röster vilket gav dem två mandat.
1985 stödde man Alan García (i allians med APRA) och 1990 (i allians med IS) stödde man  Alfonso Barrantes.
Partiet deltog i kommunvalen 1963, 1966, 1967 (i allians med AP) och 1983. Man var en del av regeringsalliansen åren 1963–1968 tillsammans med Acción Popular och 1985–1990 med Partido Aprista Peruano.